# Carlos Osorio
Carlos Roberto de Figueiredo Osorio (Rio de Janeiro, 20 de outubro de 1965) é um empresário, político e dirigente esportivo brasileiro, foi deputado estadual do Rio de Janeiro. Foi secretário-geral do Comitê Organizador dos Jogos Pan-Americanos de 2007.
Foi nomeado em outubro de 2012 pelo prefeito Eduardo Paes, secretário municipal de Transportes do Rio, cargo que ocupou até meados de 2014. Eleito deputado estadual em 2014 pelo PMDB, com mais de 70 mil votos. Tomou posse na ALERJ e já se licenciou para assumir a pasta dos Transportes no governo Pezão. Deixou a secretaria e o PMDB em fevereiro de 2016, visando as eleições municipais do Rio e anunciou o ingresso no Partido da Social Democracia Brasileira (PSDB), a convite do presidente nacional do partido, senador Aécio Neves. 
Foi confirmado candidato a chefia do executivo carioca pela coligação Rio de oportunidades e direitos, formada pelo próprio PSDB e pelo Partido Popular Socialista (PPS). Teve como companheira de chapa a ex-deputada Aspásia Camargo. Recebeu 261.286 votos, 8,62% dos votos válidos, terminando a disputa em sexto lugar. No segundo turno, apoiou a candidatura de Marcelo Crivella (PRB), que acabou eleito, em oposição ao candidato do PSOL, Marcelo Freixo.
Votou contra a privatização da CEDAE em 2017.
Em janeiro de 2021 tomou posse como primeiro vice-presidente geral do Vasco da Gama para o triênio 2021-2023, cargo ao qual foi indicado por Jorge Salgado, presidente eleito nas eleições de 2020.
 

Na função, exerce papel de liderança na administração do Vasco, sendo o principal expoente das decisões tomadas pela diretoria, principalmente em relação à Vasco SAF.